# Digimon Data Squad
Autre
Digimon Data Squad, ou Digimon Savers (デジモンセイバーズ, Dejimon Seibāzu) est une série d'animation japonaise, et la cinquième saison de l'anime de la franchise médiatique Digimon créée par Akiyoshi Hongo. Avec un total de quarante-huit épisodes, elle est produite par Toei Animation, et est initialement et diffusée du 2 avril 2006 au 25 mars 2007 sur la chaîne télévisée Fuji TV. La saison relate les aventures d'une organisation, nommée DATS, protégeant le Digimonde et le monde réel de tout type de menace.
Produit trois ans et demi après la quatrième saison, Digimon Data Squad prend une orientation scénaristique et graphique radicale, en essayant de satisfaire à la fois les adeptes de la série et de toucher un public plus large. Néanmoins, elle enregistre des taux d'audience tout aussi faibles et est considéré comme un échec,. Par rapport aux séries précédentes, elle est moins présente dans les magazines et le développement des jouets et des produits dérivés a été moins important ; il n'existe pas d'intégrale DVD, la série n'est disponible que sur dix-sept DVD unitaires au Japon. Pour le scénariste, cette rupture stylistique était prématurée, la franchise parvenant difficilement à devenir intergénérationnelle. La production de nouvelles séries n'a repris qu'au bout de quatre années, avec pour chacune d'entre elles un succès de plus en plus limité et un rythme de parution plus irrégulier. La diffusion d'une nouvelle série Digimon sur Fuji TV ne se réalise qu'en 2020, avec un reboot de la première génération de Digimon.
La série s'exporte dans un nombre de pays de plus en plus réduit par rapport à la saison précédente, parmi lesquels les pays anglophones, germanophones, lusitanophones et hispanophones à travers principalement les réseaux de télévision Disney, sous le titre Digimon Data Squad, et fait l'objet de plusieurs sorties DVD intégrales dans ces pays,,. Une gamme de jouets est commercialisée en Amérique du Nord, par l'intermédiaire de la branche commerciale de Bandai. Un court métrage dérivé de vingt minutes sort le 9 décembre 2006 au Japon, ainsi qu'un jeu vidéo sur Playstation 2 sous le titre Digimon World Data Squad, le 18 septembre 2007 en Amérique du Nord. En France, l'intégrale est distribuée pour la première fois en VOSTFr sur la plateforme à la demande ADN, le 4 mai 2022.

## Synopsis
Masaru Daimon, jeune combattant de rue de quatorze ans, rencontre Agumon, une étrange créature aux allures de dinosaure — un Digimon — qui vient de s'échapper du joug de la DATS (signifiant Digital Accident Tactics Squad), une organisation gouvernementale secrète chargée de protéger le monde réel des menaces en provenance du Digimonde. Après s'être affrontés, les deux compères se considèrent rapidement comme des frères, la DATS est témoin du contact entre les deux et constate les capacités et la force de Masaru lorsqu'ils sont confrontés à un Digimon. Par une série d'événements, ils sont intronisés à la DATS par son capitaine, Rentaro Satsuma. Les deux jeunes recrues font désormais équipe avec Thoma H. Norshtein et son partenaire Gaomon, et Yoshino Fujieda et sa partenaire Lalamon.  
Tous trois doivent collaborer en veillant à ce que les objectifs de la DATS soient respectés : Ces Digimon, qui éclosent sur Terre, ont besoin d'un partenaire avec une « Digiâme » compatible. S'ils en trouvent un, ils deviennent membres de la DATS, s'ils n'en trouvent pas, ces Digimon solitaires sont renvoyés par l'organisation dans le Digimonde sous forme de digi-œuf. La Digiâme est le principal moyen par lequel les humains de la série font digivolver leurs Digimon, liée aux émotions de l'humain, et se manifeste sous la forme d'une aura lumineuse autour de la main de l'utilisateur, qui est ensuite canalisée à travers le Digivice avec la commande « Digiâme, recharge ! » pour passer vers le niveau Champion. La « recharge complète », qui se manifeste autour du corps entier permet de passer vers le niveau Ultime et la « surcharge » permet de passer vers la forme Méga et enfin, vers le mode Burst. 
Au fil de la série, de plus en plus d'ennemis apparaissent, dont un adversaire clé qui cherche à faire disparaître le monde des humains - en raison d'humains aux attentions réciproques. C'est ainsi que commencent pour les membres de la DATS une série d'aventures visant à protéger le monde réel, et le monde de ces créatures.
Au fur et à mesure, Thoma découvre que les Digimon sont sensibles aux malheurs des humains et qu'ils veulent profiter de leurs vices pour accroître leur influence. L'intrigue se resserre autour de Mercurymon, l'un des douze Olympiens du Digimonde, et de ses deux serviteurs : un enfant humain nommé Ikuto Noguchi et son partenaire Falcomon. L'équipe de la DATS tente de découvrir la raison qui se cache derrière cette haine manifestée par les Digimon à l'égard des humains ; elle est suscitée par Akihiro Kurata, un scientifique humain qui a ordonné il y a des années une extermination de masse dans le Digimonde, au cours de laquelle la mère adoptive d'Ikuto, Frigimon, a également été tuée. Akihiro considérait les Digimon comme une menace pour l'humanité et a planifié leur destruction avec le soutien du gouvernement japonais et d'importants hommes d'affaires, dont le père de Thoma. Akihiro exploite l'énergie des massacrés pour alimenter Belphemon, l'un des sept Seigneurs Démoniaques, et l'utilise dans sa tentative de dominer le monde humain (puis, le Digimonde), mais les ambitions de ce but sont réduites à néant par les efforts de Masaru et de ses amis.
Akihiro s'insurge aussitôt et déclenche le compte à rebours d'une bombe, qui fait tomber le mur séparant les deux mondes. Une collision d'un monde sur l'autre est évitée grâce aux efforts de BanchoLeomon, qui ordonne à Masaru de partir à la recherche du Dieu du Digimonde, nommé Yggdrasil. Lorsque l'équipe de la DATS rencontre ce dieu, ils découvrent que, pour régler la situation conflictuelle, il défend le Digimonde en aspirant à la destruction du monde des humains. Pour ce faire, il réunit sa défense d'élite composée de Craniamon, Gallantmon, Magnamon, Dynasmon, LoadKnightmon, UlforceVeedramon, Leopardmon et Omnimon — la Garde royale.
Masaru est troublé par l'apparence de ce dieu — celle de son père, le Pr Suguru Daimon, qui a été déclaré disparu dans le Digimonde il y a de nombreuses années — son enveloppe corporelle est possédée par Yggdrasil et son esprit est préservé par BanchoLeomon, le partenaire Digimon de Suguru. Après que la Garde Royale ait été terrassée, les protagonistes se retrouvent face à un Yggdrasil matérialisé qui, après avoir été chassé du corps de Suguru, se transforme en une forme robotique toute-puissante, bien décidé à détruire le monde des humains par ses propres moyens. La Garde Royale se retourne contre ce dieu, qui ne faiblit pas pour autant. Ensemble, Masaru et Agumon s'y frottent et en triomphe, la destruction de ce dernier permet également de faire retomber les tensions entre les deux mondes. Avant qu'il ne disparaisse, Yggdrasil ressuscite Suguru, qui retourne alors auprès de sa famille. Les partenaires Digimon décident de partir pour de bon dans le Digimonde pour aider à sa reconstruction, et Masaru décide de ne pas se séparer d'Agumon et de partir avec eux.
Cinq années plus tard, Ikuto Noguchi et la sœur de Masaru, Chika Daimon, partagent le même établissement scolaire. Thoma parvient à trouver un remède à la maladie de sa sœur, Relena Norshtein, et est le plus jeune scientifique à recevoir le prix Nobel à l'âge de dix-neuf ans. Yoshino rejoint la police avec les membres encore présents de la DATS, tandis que Masaru et Agumon apaisent les tensions à travers le Digimonde. À la fin de la série, ils interviennent dans un différend entre un Goblimon et un Shamanmon.

## Personnages
La série se centre sur le protagoniste principal Masaru Daimon (大門 大) âgé de quatorze ans, et de son partenaire Agumon. Bien qu'impulsif et bagarreur, il fait preuve de courage et d'improvisation lors de combats et n'hésite pas à faire usage de ses poings. Sa mère, Sayuri Daimon (大門 小百合) et sa sœur, Chika Daimon (大門 知香) sont des personnages récurrents de la série.
Le deuxième protagoniste, Thoma H. Norshtein (トーマ・H・ノルシュタイン, Tōma H. Norushutain), est âgé de quatorze ans et diplômé de l'Université de Stockholm, et son partenaire Gaomon. Thoma sait faire preuve de sang froid et s'avère beaucoup plus réfléchi que Masaru.
La troisième protagoniste et du trio de l'équipe DATS est Yoshino Fujieda (藤枝 淑乃), dix-huit ans et la plus âgée du groupe, avec sa partenaire Lalamon. N'étant pas aussi robuste que Masaru ou Thoma, elle prend son travail à l'organisation très au sérieux. Yoshino a souffert d'un certain manque de confiance en raison d'expériences vécues dans son enfance, mais c'est avec Lalamon qu'elle surmonte tout cela.
Ikuto Noguchi (野口 郁人) est un jeune garçon qui disparaît bébé dans le Digimonde à la suite d'une mauvaise expérimentation en laboratoire. Il grandit avec son partenaire Digimon, Falcomon.
Hiroshi Yushima (湯島浩) est le vieil homme qui a donné à Masaru le Digivice. Il a participé à l'expédition avec le père de Masaru. Il est assez agile pour avoir réussi à déjouer Masaru lors d'une attaque. Son partenaire est Kamemon.
La Digital Accident Tactics Squad (DATS) est également composée de :
- Satsuma Rentaro (薩摩 廉太郎?), le capitaine de la DATS. Il est le premier à encourager Masaru à rejoindre la DATS. Son partenaire est Kudamon.
- Megumi Shirokawa (白川 恵?), une officière et une des deux opératrices, avec une personnalité joyeuse et énergique. Son partenaire est PawnChessmon (Blanc).
- Miki Kurosaki (黒崎 美樹?), une officière et la deuxième opératrice de la DATS. Elle est l'amie de Megumi et son partenaire est PawnChessmon (Noir).

## Développement
La série est initialement annoncée lors du Jump Festa de décembre 2005, avec des publicités New Digimon Project in 2006 montrant un Agumon remanié en tant que premier protagoniste, sans précision de date de diffusion. Ce projet, une cinquième saison dérivée de la franchise Digimon intitulée Digimon Savers, est annoncée en janvier 2006 sur le site officiel de Toei Animation et dans le magazine V Jump paru le 21 janvier 2006. Dans ce même numéro, il y avait des esquisses des personnages, indiquant sans attente que le style serait différent de celui des séries précédentes.
Il s'agit d'une nouvelle saison annoncée en production après trois à quatre ans d'inactivité,, après la fin de Digimon Frontier en 2002. Contrairement aux précédentes saisons, dans lesquelles le character design est effectué par Katsuyoshi Nakatsuru, ceux de Savers le sont par Sayo Aoi,. Toei Animation décide d'amener de nouveau la série à l'écran, avec l'idée d'attirer un nouveau public ainsi que de plaire à une audience féminine tout en gardant l'esprit nostalgique. La société décide d'y inclure d'anciens et de nouveaux personnages afin d'attirer les téléspectateurs accoutumés aux deux premières saisons de l'anime. En mars 2006, Toei Animation conçoit un site web consacré à la saison. Le même mois, la date de diffusion est annoncée pour le 2 avril 2006 au Japon.
Contrairement aux séries Digimon précédentes, qui étaient diffusées en anglais à l'automne de la même année que leur sortie en japonais, il y a eu dix-huit mois complets entre les diffusions en japonais et en anglais. Bandai espère exporter rapidement la saison et ses produits dérivés aux États-Unis d'ici l'été 2007. Finalement, en avril 2007, ABC Network (du groupe Disney) signe un contrat d'adaptation de la saison en anglais, et sa diffusion sur la chaîne Toon Disney. L'adaptation est produite par Studiopolis, en conjonction avec Toei Animation USA et Disney Enterprises, Inc. La série est distribuée à l'internationale sous le titre sous le titre Digimon Data Squad.

## Anime

### Épisodes
Digimon Data Squad est produite par Toei Animation, et diffusée en 48 épisodes du 2 avril 2006 au 25 mars 2007 tous les dimanches à 9 h sur la chaîne télévisée Fuji TV au Japon. La série est par la suite diffusée aux États-Unis sur Toon Disney le 1er octobre 2007 et sur la chaîne Jetix le 1er novembre 2008. En Allemagne, la série est diffusée sur RTL2 du 30 novembre 2007 au 14 février 2008. Au Brésil, la série fait son apparition sur Rede Globo le 10 août 2009, et en Amérique du Sud sur Disney XD le 22 février 2010. Après avoir écarté Digimon Frontier, Digimon Data Squad a été diffusé au Royaume-Uni sur Kix! en mars 2010. En Espagne, la série apparaît sur Disney XD le 1er mars 2010 en censurée malgré un horaire en semaine à 19h25 et sur Boing sans censure. Au Portugal, elle est diffusée sur Canal Panda le 1er novembre 2011 sous le titre Digimon Protectores de Dados.
En France, la plateforme à la demande Anime Digital Network distribue la série Digimon Data Squad pour la première fois en langue française le 4 mai 2022, en SVOD payante. Une traduction et une adaptation VOSTFr de la société Titrafilm par Corentin Fort, avec Toei Animation. La sortie coïncide avec l'officialisation de la sortie du jeu vidéo Digimon Survive une dizaine de jours plus tôt, et dont les protagonistes sont Agumon et Falcomon ; la localisation se fait avec la terminologie française développée par Bandai. En outre, cette cinquième saison sort plus d'un an après les précédentes sorties VOSTFr autour de Digimon Adventure et est priorisée vis-à-vis de la troisième, et de la quatrième saison.
Les titres en français (VOSTFr) tirés d'Anime Digital Network sont les suivants :
1. La rencontre qui a changé ma vie
2. Ma Digiâme, l'expression de ma fureur
3. Le Retour du génie Thoma
4. La Possible Naissance d'une nouvelle équipe
5. Chasse au Drimogemon dans le Digimonde
6. Un duo en pleine discorde
7. Le prince Thoma à la rescousse
8. Le Conte de fées de Yoshino
9. L'importance de l'honneur
10. La Pire Journée de Masaru
11. Les Liens du sang
12. Un grand frère protecteur
13. La Naissance d'un nouveau pouvoir
14. Le garçon qui vivait dans le Digimonde
15. Les Précieux Souvenirs de Thoma
16. Une trêve temporaire
17. La mélodie des miracles
18. Le Redoutable et Effroyable Mercurymon
19. Le Véritable Objectif de Gotsumon
20. Des retrouvailles difficiles
21. Panique dans la ville
22. L'incroyable Férocité de SaberLeomon
23. Proposition de paix
24. La Vérité sur les mystères du passé
25. La Soif de pouvoir d'Akihiro Kurata
26. Perte de mémoire et amitié perdue
27. Le Projet d'extermination des Digimon
28. La Destruction des Digivices
29. Un nouvel espoir
30. Le Piège de la Sainte-Capitale
31. Un combat de génies
32. La Défense de la Sainte-Capitale
33. La Bataille finale
34. Le Jour des adieux
35. La Rage de ShineGreymon
36. Le Réveil de Belphemon
37. Le Retour d'un ami
38. Un pouvoir transcendant les limites
39. La Décision d'Yggdrasil
40. Face-à-face avec la Garde Royale
41. La Détermination d'un fils
42. La Volonté inébranlable de Thoma
43. Une idée arrêtée de la justice
44. Le Bouclier de Craniamon
45. Un face-à-face père-fils
46. La Vérité sur BanchoLeomon
47. Le Destin des deux mondes
48. Le Début d'un nouveau chapitre

## Produits dérivés

### DVD
Au Japon, les DVD sortent chez Happinet en dix-sept volumes unitaire. En Amérique du Nord et au Canada, Toei Animation a accordé les droits DVD à Well Go USA au printemps 2009.  En 2014, Cinedigm a obtenu les droits de la saison, et une intégrale sort le 11 mars 2014 aux États-Unis. En Australie et en Nouvelle-Zélande, c'est Madman Entertainment qui sort l'intégrale en huit disques le 11 octobre 2018. Au Brésil, PlayArte sort l'intégrale dans un total de seize volumes dès le 15 octobre 2009,, incluant la version originale sous-titrée et la version doublée. En Allemagne, KSM Anime sort plusieurs coffrets dès le 20 septembre 2018, incluant que la version allemande.

### Musique
Keiichi Oku est le compositeur de la bande originale japonaise. Le premier générique jusqu'à l'épisode 29 est Gōing! Going! My Soul!! interprété par Dynamite SHU. Hirari est le second générique des épisodes 29 à 48 interprété par Koji Wada. Le premier générique de fin jusqu'à l'épisode 24 est One Star interprété par Yousuke Ito. Le second générique de fin des épisodes 25 à 47 est Ryūsei, est interprété par MiyuMiyu. Believer interprété par Ikuo est le principal thème de fond des digivolutions de la série.
Le générique américain est interprété par Jason Joseph et la bande son américaine est composée par Thorsten Laewe ; avec Udi Harpaz, Amotz Plessner, Adam Berry, John Van Tongeren, Michael Tavera.

#### CD
La bande son japonaise sort dans un premier album le 2 août 2006, Digimon Savers Original Soundtrack. Un second album consacré à la bande sonore, Digimon Savers Flash Back! sort le 1er août 2008, et contient dans un second disque des Character Songs chantées par les comédiens de doublage. 
Les morceaux issus de la série sortent aussi en plusieurs singles et albums. Le 18 avril 2007 sort Digimon Savers Best Hits + Character New Songs, qui contient les titres de la série, ainsi que des Character Songs inédites chantées par les comédiens de doublage.

### Film
Un court-métrage intitulé Kyūkyoku Pawā! Bāsuto Mōdo Hatsudō! (究極パワー！ バーストモード発動！) est sorti au Japon le 9 décembre 2006,.

### Jeux vidéo
Plusieurs jeux vidéo accompagnent — directement ou indirectement — la diffusion de Digimon Data Squad.
- Digimon Story sur Nintendo DS en 2006[27]: Un jeu comportant plusieurs personnages de Digimon Data Squad en caméo, mais qui ne sont pas au centre de l'histoire. Le jeu peut être considéré comme une histoire parallèle à Digimon Data Squad. Ce premier jeu de la série des Digimon Story, sans rapport avec la série des Digimon World, est publié en Amérique du Nord sous le nom Digimon World DS.

- Digimon Savers: Another Mission sur PlayStation 2[12] : Un jeu centré sur l'univers et les personnages principaux de la série, et qui est une histoire annexe claire à l'anime, impliquant les membres de DATS entrant en conflit avec les « Sept seigneurs démoniaques ». Ce jeu de la série sans rapport avec la série des Digimon World, est publié en Amérique du Nord sous le nom Digimon World Data Squad.

- Digimon Story Sunburst et Moonlight sur Nintendo DS : Les quatre personnages principaux de Digimon Data Squad y apparaissent. Ils dépeignent la continuité de Digimon Data Squad comme un univers à part en contact avec celui des jeux. Suites de Digimon Story et sans rapport avec la série des Digimon World, elles sont publiés en Amérique du Nord sous les noms Digimon World Dawn et Dusk.

- Digimon Masters sur PC[28] : un MMORPG Digimon où les joueurs prennent le contrôle des personnages principaux de la DATS.

### Manga
Digimon Next (デジモン ネクスト, Dejimon Nekusuto) de Takeshi Okano et Tatsuya Hamazaki, est d'abord censé être une adaptation manga de Digimon Data Squad, mais en raison d'un retard dans la planification de la série d'animation, Digimon Next devient une création originale à la place dès le 17 décembre 2005 dans le V Jump[source secondaire nécessaire].

## Accueil
L'intention de Toei Animation était, après les ratés des deux séries précédentes, de prendre plus de temps pour développer cette cinquième série, qui se devait d'être nettement différente pour un public relativement plus âgé et plus large, mais elle est néanmoins considérée comme un échec.
Pour Neil Lumbard du site web DVD Talk, « Bien que similaire à ce qui a été fait sur la franchise en termes d'approche structurelle [...] la série compte moins de personnages principaux donc, fondamentalement, la série souffre d'un manque de quelque chose par rapport aux précédentes, qui avait matière à faire en caractérisation. Le concept même de la DATS est une énorme raison d'aimer ou de ne pas aimer la saison car c'est essentiellement la tentative pour bousculer la franchise. », tout en félicitant « Cette nouvelle série animée continue d'être une production notable en ce qui concerne
les character designs, les arrières-plans et leurs détails et du charme esthétique général. »
Une mascotte d'Agumon, partenaire de Daimon Masaru, est exposée au Toei Animation Museum depuis 2018.